# Lars-Göran Carlsson (skytt)
För andra betydelser, se Lars-Göran Carlsson.
Aron Lars-Göran Carlsson, född 24 juli 1949 i Norrköpings Sankt Johannes församling,  död 27 juli 2020 i Norrköping var en svensk sportskytt. Han blev olympisk silvermedaljör i skeet (lerduveskytte) i Moskva 1980.